# 恐怖主义与共产主义
《恐怖主义与共产主义—对卡尔·考茨基的答复》是列昂·托洛茨基于俄国内战期间在其装甲列车组中所著的一本著作。这本小书于1920年8月首次以德文出版，是为托洛茨基针对著名马克思主义者卡尔·考茨基于前一年在奥地利维也纳出版的，为批评布尔什维克而著的《无产阶级专政》所做的回击。
其书英文首版书名是为《为恐怖主义辩护》，书中托洛茨基反对在苏俄应用议会民主，并为无产阶级专政对反革命的镇压而辩护。

## 历史

### 关于无产阶级专政辩论的开始

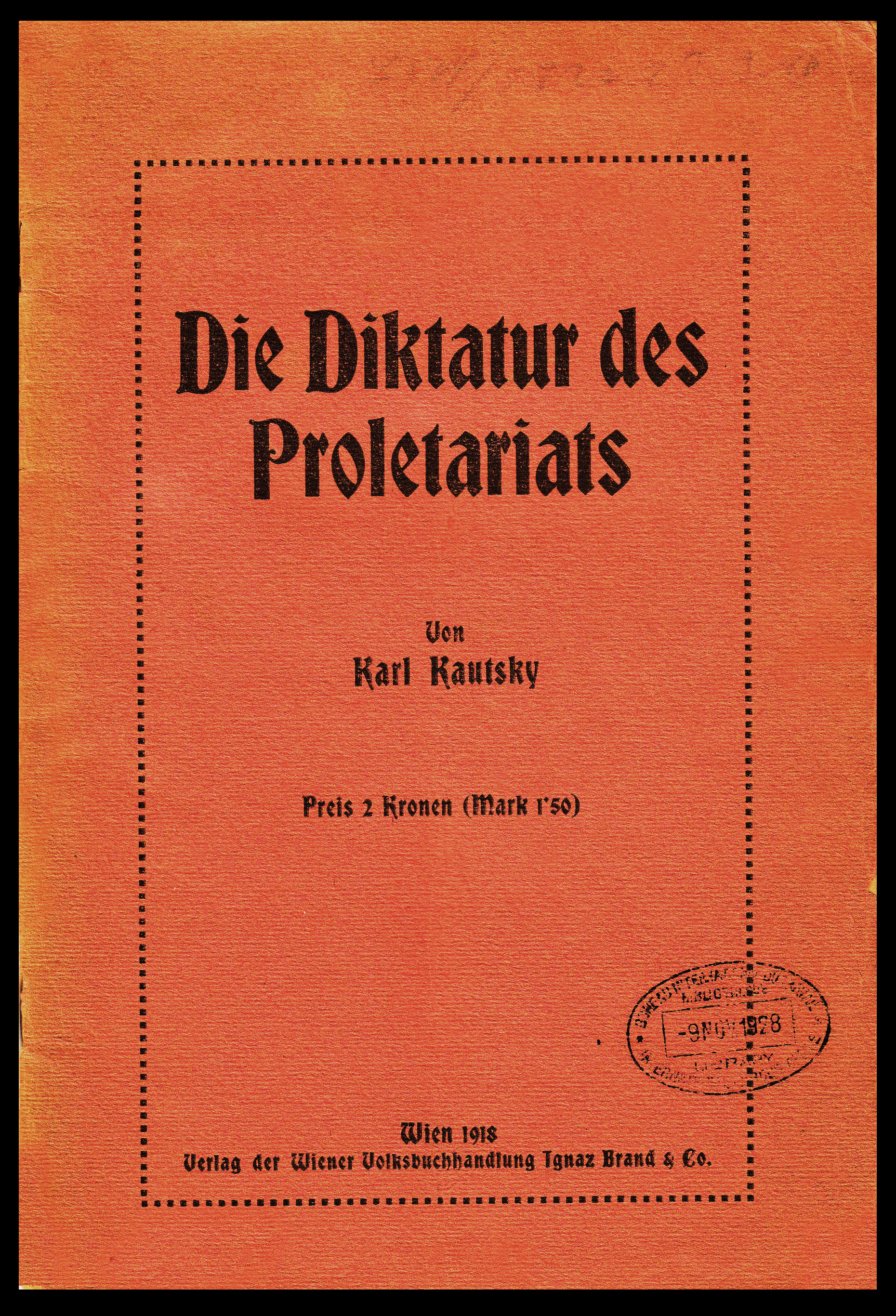
与卡尔·考茨基的辩论始于他1918年于维也纳出版的小书《无产阶级专政》

1918年8月初，也为十月革命使布尔什维克于俄国掌权后不多久，卡尔·考茨基编撰出版了一本名为《无产阶级专政》的反对布尔什维克的小书，其中指控布尔什维克因没有坚持普选制的准则而煽动内战。 考茨基在其《无产阶级专政》（德語：Die Diktatur des Proletariats）中称，遏制官僚主义、军国主义以及捍卫反对派、少数派之权利的唯一途径是通过基于自由选举的议会民主制，而列宁及其政治盟友背离民主实践，剥夺反对派选举权和使用议会外武力，是为一个严重的错误。
布尔什维克从国际各社会主义党派那寻求支持，以期在较短时间内实现世界革命。而考茨基之书被布尔什维克党领袖列宁视为对俄国革命的严重背叛和对革命社会主义使命的严重威胁。列宁迅速对考茨基的书作出回应，他于1918年10月和11月撰成名为《无产阶级革命和叛徒考茨基》的小书，于其中进行了激烈的反击。
列宁在其抨击考茨基的小书中称他是第二国际早如各国一切正直的社会党人早已指出其破产之例证，他指责考茨基拒绝“革命的斗争方法”，使马克思主义失去了“活生生革命的精神”，令卡尔·马克思成了“一名庸俗的自由主义者”。列宁援引弗雷德里克·恩格斯的话，认为“若不用暴力破坏资产阶级的国家机器并以新的机器取而代之，无产阶级革命是不可能的”。他毫不吝啬地断言，称其不过是个“简单的真理”：

“专政是直接凭借暴力而不受任何法律约束的政权”

“无产阶级的革命专政是由无产阶级对资产阶级采用暴力手段来获取和维持的政权，是不受任何法律约束的政权”
列宁反对考茨基对马克思和恩格斯思想的基于议会主义和法律主义上做的诠释。他称考茨基“不会不知道马克思和恩格斯两人无论在1871年巴黎公社前后，都曾多次谈到无产阶级专政”，并称考茨基故意对马克思主义进行“歪曲事实”的诠释，以此支持自己的温和政治的主张。

### 卡尔·考茨基的《恐怖主義與共產主義》[1919]

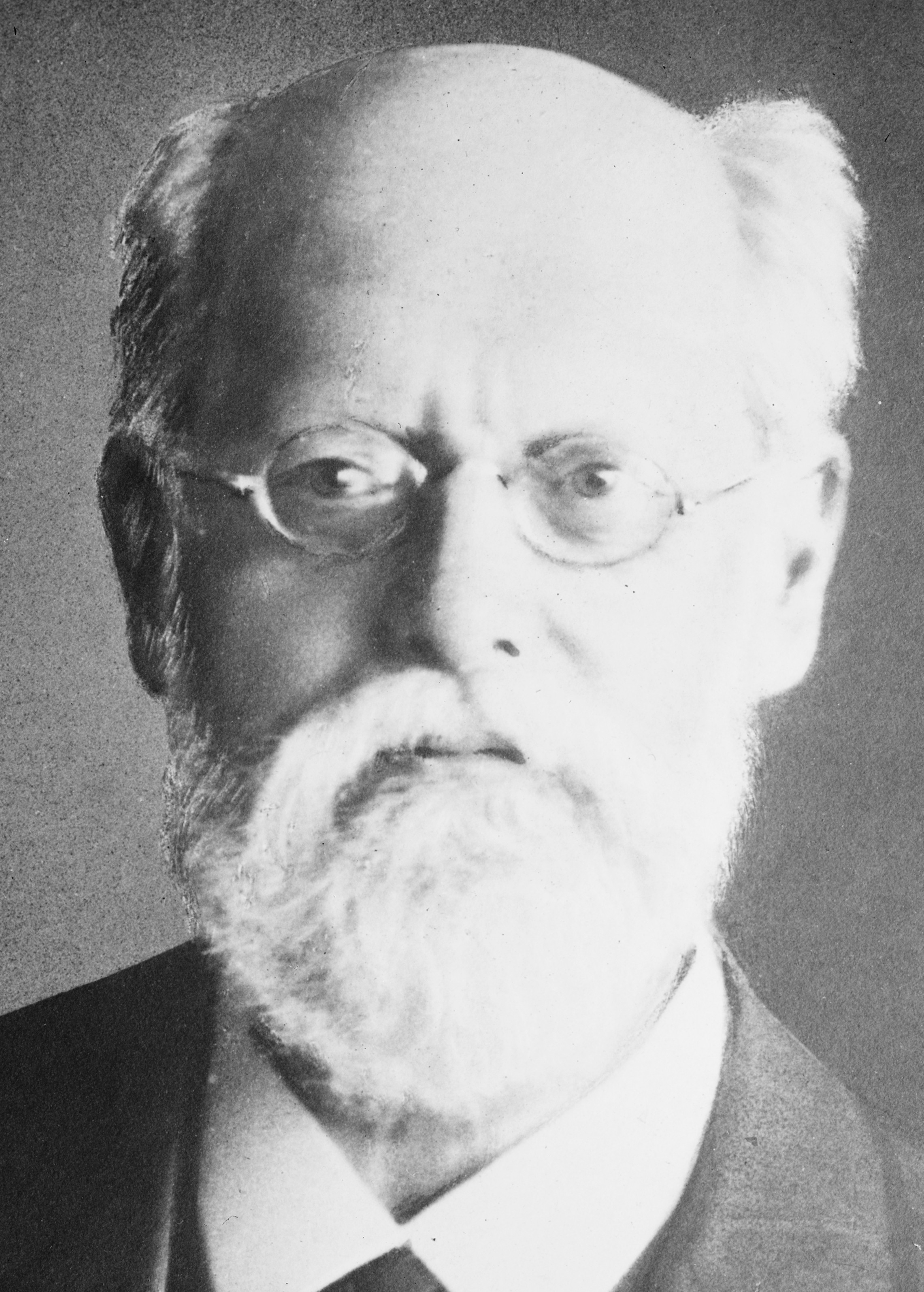
卡尔·考茨基，20世纪初被誉为“马克思主义的教皇”，他通过出版《恐怖主義與共產主義》，促使托洛茨基写下《恐怖主义与共产主义》以做回应

考茨基撰写了第二本关于苏俄不断恶化的政治局势的小书来回应列宁对其的反击，这本名为《恐怖主义与共产主义》的小书，于1919年6月编完出版。随着俄国与德国都陷入混乱和内战之中，考茨基感叹“世界正沉沦于经济破产和自相残杀之中”，这两个国家中社会主义者间的斗争的残暴程度不亚于“半个多世纪前屠杀巴黎公社成员的凡尔赛剁子手”。考茨基试图将时正进行中的俄国革命与俄国内战内战与法国大革命与随后的雅各宾派恐怖统治时期进行历史比较考察，最终以拿破仑发动政变推翻革命建立军事独裁为高潮。
在详细阐述了法国历史背景下的革命暴力之后，考茨基在其《恐怖主义与共产主义》最后一节“共产党人的活动”转变论述方向，指出：战争带来的社会灾难导致了俄国革命，也导致了军队的崩溃和农民争要没收地产，并把它分割为私有财产。在考茨基看来，布尔什维克有计划地利用这一基本力量，“在国内引入无政府状态”，以换取“农民让布尔什维克在他们已把工人阶级争取来的城市采取行动的自由”。
考茨基指责说，随之而来的是对企业的大规模征用，“却没有尝试去发现它们在社会主义路线上的组织形式是否可行”。考茨基认为，革命之成功取决于一个“纪律严明和具有高度智慧的工人阶级”，但战争却耗尽了工人的智慧和纪律，只留下“工人阶级中最无知、最落后的部分兴奋到了疯狂的地步”，结果便是造成了经济的崩溃。
在考茨基看来，一个新的残暴的制度已然出现：

資产阶級被迫工作，但他們却无权选挥最适合于他們的能力的为他們所熟悉的工作。相反，他們不得不从事那些最骯髒、最令人討厌的工作。他們所得的酬报，不是数量有所增加的口粮配給，而是几乎不足以充饥的最低定量。他們的食物定量只抵到士兵和受雇于苏維埃共和国所經营的工厂中的工人的定量的四分之一。…在这一切事实中，我們看到的不是一种想把无产阶級放在較高水平以努力达到一个“新的較高的生活方式”的迹象，而只是无产阶級以最原始的形式渴望复仇的表现。

“資产阶級在苏維埃共和国似乎是一个特殊的人种，其特征是不可根除的。正如一个黑鬼始終是个黑鬼，一个蒙古人始終是个蒙古人，无论他样貌如何或穿什么服装一样。一个資产阶級分子也始終是个資产阶級分子—即使他变成乞丐或靠他的劳动过活。
考茨基专门批评了布尔什维克领导人之一的列昂·托洛茨基，指责他在承认预知俄国工人阶级和以其名义行事的革命知识分子缺乏“必要的组织、必要的纪律和必要的历史教育”的情况下仍进行社会主义革命和建立新的社会、经济体制。结果腐败盛行，经济生产下降到几乎完全崩溃的程度。
考茨基很快意识到专家的必要性，他引用托洛茨基的说法，即用暴力无情地摧毁“捣蛋者”的组织，用强制手段将“昨天的捣蛋者变成仆人，变成行政人员和社会化的领导人员—只要新政权需要”。考茨基认为，一个新的中央集权行政机构已然出现，其中“旧官僚机构的专制主义以一种新的但...绝没有改良的形式再次复活...”。考茨基进一步指出，牟取暴利、投机倒把等行为正出现，以至于现如今“工业资本主义已然从一个私人的体系转变成国家资本主义”了。
考茨基得出的结论是，以武力和独裁方法实现的最终不会是社会主义，而是另种新的压迫性的社会制度。 托洛茨基正是要对这一挑战作出回应。

### 托洛茨基的《恐怖主义与共产主义》[1920]

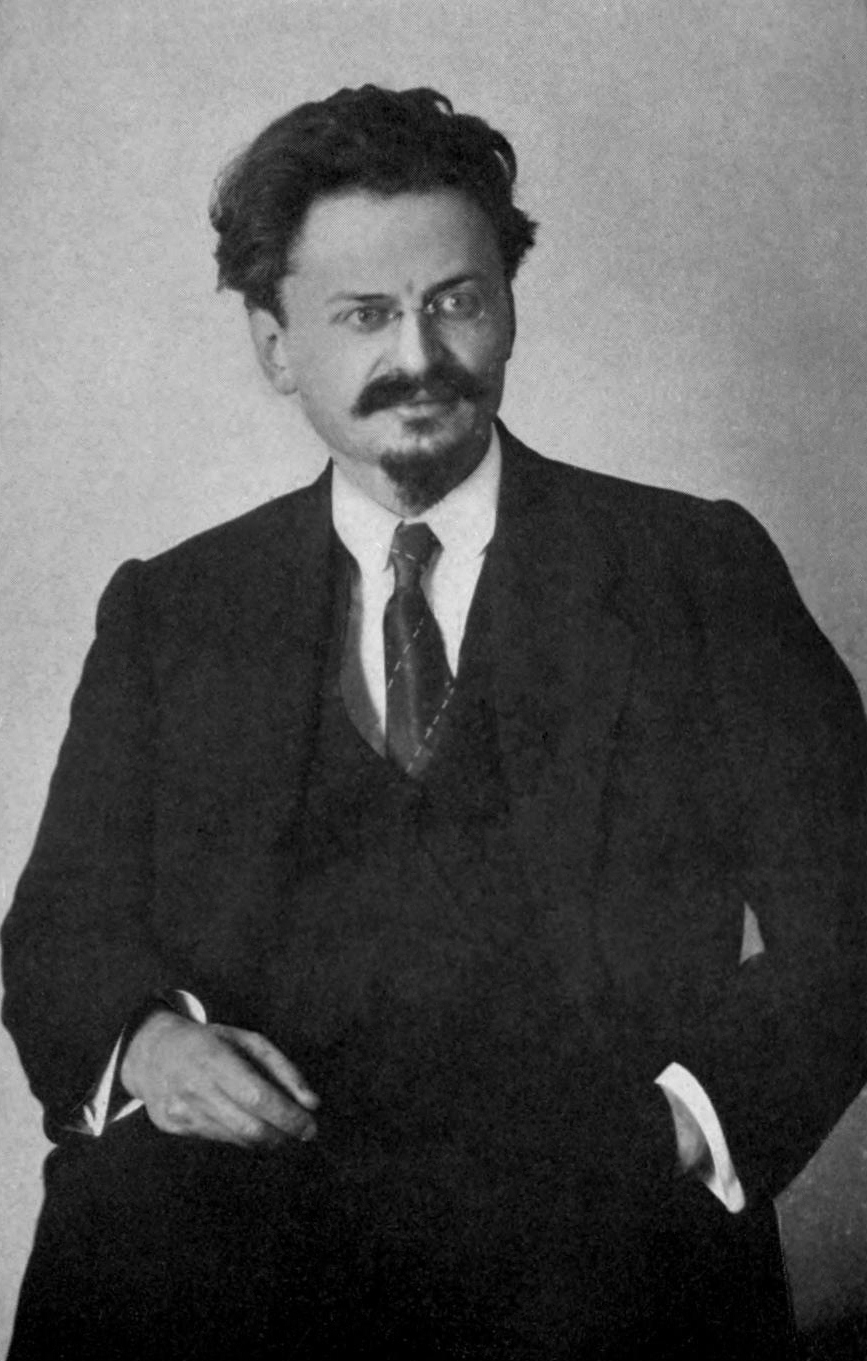
1920年春的列昂·托洛茨基，其时他正撰写《恐怖主义与共产主义》

1920年5月底，托洛茨基编成出版一本小书，以回击考茨基。其书于8月由设在柏林的共产国际西欧秘书处的出版社在汉堡出版，书名为《恐怖主义与共产主义—对卡尔·考茨基的答复》。后来托洛茨基在1935年回忆说，此书是在俄国内战中波苏战争期间，他在他的装甲列车组上一节车厢里撰写的。又说此书措辞之严厉是因当时时间与地点背景之故。
托洛茨基回忆说：

“只要阶级斗争仍是以议会斗争的和平形势体现，考茨基就会像成千上万的人一样，沉浸在对革命的批评和大胆的观点之中：实际上，他们所谓的批评和大胆的观点并没有让阶级斗争受到束缚。战后，当战争把革命问题带到战场上时，考茨基就明确地站到了街垒的另一边。他没有脱离马克思主义的措辞，而是把自己变成了无产阶级革命的拥护者—变成了在帝国主义面前匍匐投降的被动者。”
关于俄国经济的社会主义重组，托洛茨基从当时正在进行的战时共产主义的经验中进行合理概括，战时共产主义的特点是以准军事化和带有独裁色彩的方式指挥“劳动大军”完成具体的劳动任务。他根据俄国的经验敦促对工人进行类似的军事化。一年后列宁推动通过新经济政策时，托洛茨基却认为这种策略已然过时。所以后来托洛茨基书中的经济部分后来被沙赫曼和其他托洛茨基追随者称之为“内战时期的权宜之计”。
托洛茨基以功利为由为苏维埃政府对反革命采取恐怖手段辩护。在思想史家巴鲁克·克尼·帕斯（英語：Baruch Knei-Paz）看来，对托洛茨基而言，“人生命之神圣性在原则上没有被拒绝；但在他看来，它不是...一个绝对的价值，以至于掩盖所有其他的价值”。托洛茨基在《恐怖主义与共产主义》中认为：“在革命时期，夺取人的生命不仅是一种必要的犯罪，也是革命时期的权宜之计”。
托洛茨基辩护时也称使用恐怖手段是由工人阶级本身而不是由政党中的一小撮人指挥和控制的。使用议会民主制来维持社会主义革命的做法被托洛茨基一概否定。对使用议会民主制的要求，其称之为“拜物教”。在托洛茨基看来，议会制是用来掩盖既得经济利益集团在资本主义社会为统治而披上的伪装的外衣罢了。而无产阶级专政则能利用工人阶级的有组织的国家权力来粉碎其反对者，从而为社会变革铺平道路。
在托洛茨基看来：“在从资本主义向社会主义的革命过渡时期期间，使用政治力量进行暴力和恐怖既是必要的，也是不可避免的。否定无产阶级专政的人，自然就否定了社会主义革命，就挖了社会主义的坟墓”。托洛茨基如此写道。

## 章节结构
《恐怖主义与共产主义—对卡尔·考茨基的答复》若不计前言后记则分为九章。第一部分有四章，涉及如何在苏俄掌权的实际政治问题，理论和实践中的所谓无产阶级专政，以及民主的性质和在俄国背景下采取恐怖。中间各章之过渡部分将巴黎公社与俄国革命进行比较，强调了各自的政治策略与命运，并指责考茨基对革命缺乏忠诚，也将他的文章与卡尔·马克思发表的文章进行了对比。
接下来两章详写介绍了苏俄在战时共产主义时期的具体政治和经济政策，然后是题为“卡尔·考茨基，他的学派与著作”的总体性的论战的篇章。

## 出版史
《恐怖主义与共产主义》是列昂·托洛茨基一部闻名之作，被翻译成多种语言。俄文版原著于1920年付梓，并被摘录在共产国际的《共产国际》杂志上的第10期和第11期上。德文、法文、拉脱维亚文和西班牙文版本于1920年晚些时候出版。
1922年，于美国首次出版，还出版了意第绪语版本，并通过一本杂志翻译成立陶宛语版本。随后在1923年翻译出版了乌克兰语版。在随后的几十年里，该书又被译成阿拉伯语、中文、捷克语、丹麦语、希腊语、日语、塞尔维亚-克罗地亚语和土耳其语的印刷版本，在上述一些语言中也有许多不同版本。

## 评价

### 斯大林和季諾維也夫

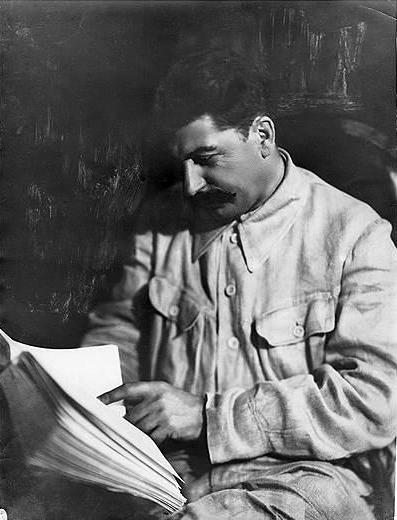
斯大林阅读该书（应摄于二十世纪二十至三十年代间）

约瑟夫·斯大林仔细阅读该书后对其大加赞赏，尽管当时他与托洛茨基之关系盖已恶化。这也是托洛茨基唯一一本令斯大林好评的著作：他在此书上写着许多赞许的话，有标注诸如：“正是如此”、“恰当的”和“这正是问题之所在”类之评价。
斯大林特别赞许书中之结论，即：党可以在不与其他社会主义政党结成政治联盟的条件下实行无产阶级的革命统治。而托洛茨基的政治对手格里戈里·季諾維也夫也曾赞许此书“精彩”。

### 沙赫曼
在托洛茨基党徒马克斯·沙赫曼看来，托洛茨基对早期苏维埃共和国的政治策略的辩护是围绕着两个主要问题进行的：革命夺取政权的问题和“社会主义革命在实现社会主义方面所要采取的方法”之问题。在沙赫曼看来，托洛茨基始终认为，“特殊时期的情况使俄国爆发社会主义革命—时夺取政权的时机已经成熟”，而与此同时，作为落后的农业国家的俄国“建立社会主义社会的时机却一点也不成熟”。因此其需要邻近先进工业国家的援助。所以“欧洲革命因此被布尔什维克视为俄国革命的唯一救星”是自然的了。而这就需要按照布尔什维克的模式迅速重组欧洲各社会主义的政党。托洛茨基认为，重组之标志是每个政党的激进革命社会主义左翼与践行议会主义的、和平主义的中、右翼分裂开来。

### 齐泽克

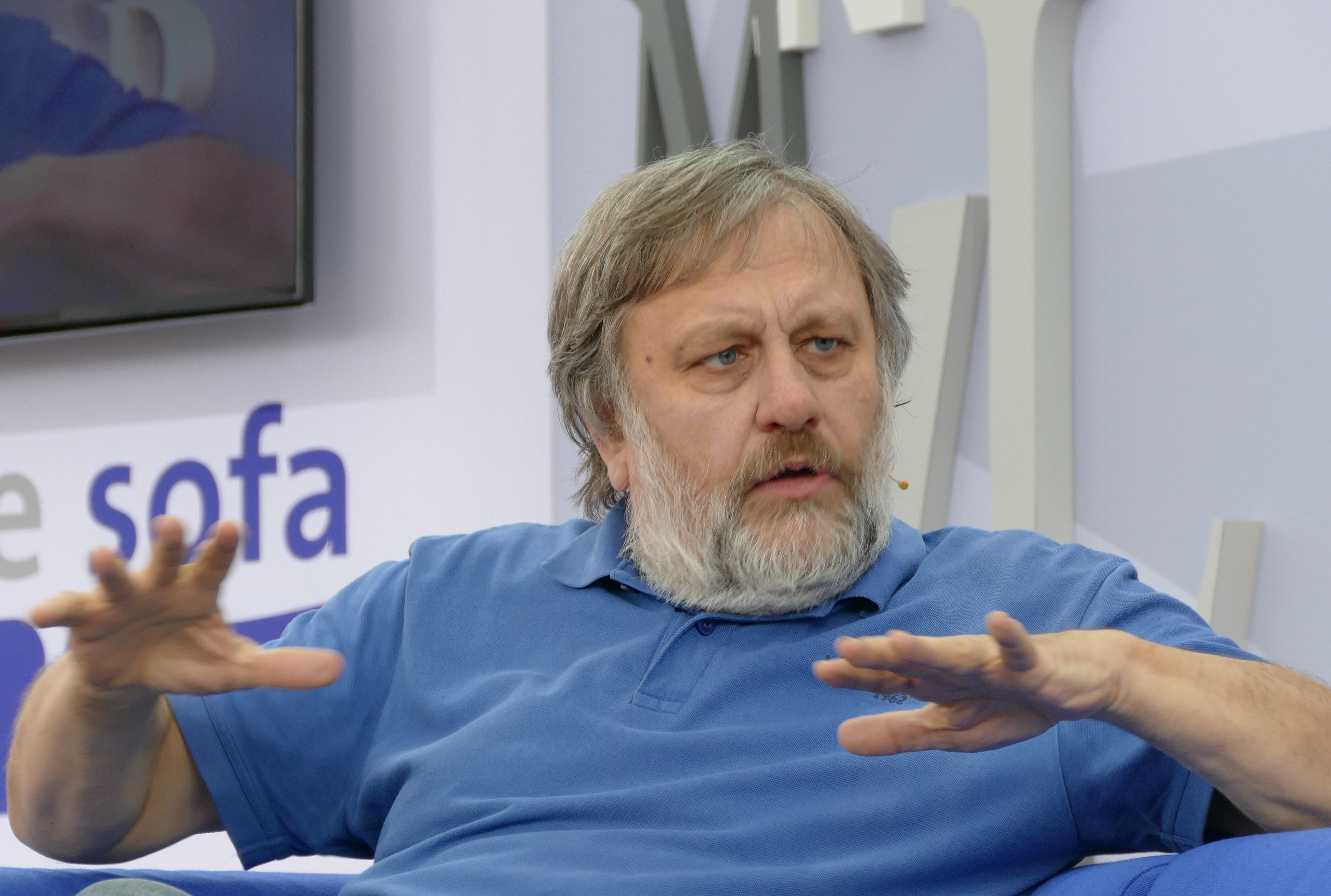
2015年时的斯拉沃熱·齊澤克

斯洛文尼亚哲学家斯拉沃熱·齊澤克在为该书的一个版本所作的长篇序言中写道，他认为该书是理解革命者托洛茨基的“关键”作品。该书中展现了一位知道如何强硬、如何实施恐怖、和已经准备好接受重建日常生活的任务的托洛茨基。在评论其理论和实践工作时，他总结说：托洛茨基及其主义创建了一种新的选择—除民主社会主义、斯大林主义外的新的“第三条道路”。其中所称的“恐怖”和“一党制”与斯大林主义下的不同。布尔什维克在俄国内战爆发初期之极端情况下仍拒绝承认失败的“坚持”，被齐泽克称为“他们最终胜利的基础”。齐泽克的诠释也引起了其他反对其诠释之批判。

## 影响
托洛茨基编撰的《恐怖主义与共产主义》激发考茨基，又另编《从民主到国家—奴隶制：与托洛茨基的辩论》，1921年8月编完。此书从未被翻译成英文。考茨基在书中指出：苏俄正发生的干旱和饥荒—他断言这种致命的情况因农业组织的失调而加剧，交通问题因国家铁路系统的瘫痪而阻碍从俄国其他非饥荒地区运转粮食。以及官僚机构瘫痪的加剧。
在1921年出版的此书中，考茨基又回归主题，即托洛茨基及其布尔什维克在一个无论经济和思想上都不适合社会主义革命的国家仓促进行社会主义革命，经济的崩溃和饥荒乃是这种缺乏准备的革命产生的不可避免的结果。

## 扩展阅读
- Karl Kautsky, The Dictatorship of the Proletariat (1918). H.J. Stenning, trans. London: National Labour Press, n.d. [c. 1925].
- V.I. Lenin, The Proletarian Revolution and the Renegade Kautsky （页面存档备份，存于） (1919). From V.I. Lenin Collected Works, vol. 28. Moscow: Progress Publishers, 1974; pp. 227–325.
- Karl Kautsky, Terrorism and Communism: A Contribution to the Natural History of Revolution (1919). W.H. Kerridge, trans. London: National Labour Press, 1920.
- L. Trotsky, The Defense of Terrorism (Terrorism and Communism): A Reply to Karl Kautsky (1920). London: Labour Publishing Company and George Allen & Unwin, 1921.
  - L. Trotzki, Terrorismus und Kommunismus: Anti-Kautsky. Hamburg: Westeuropäischen Sekretariat der Kommunistischen Internationale, 1920.
- Karl Radek, Proletarian Dictatorship and Terrorism (1920). Patrick Lavin, trans. Detroit, MI: Marxian Educational Society, n.d. [1921].
- Karl Kautsky, Von der Demokratie zur Staats-Sklaverei: Eine Auseinandersetzung mit Trotzki (From Democracy to State-Slavery: An Answer to Trotsky). Berlin: Freiheit, 1921. —In German.

- Baruch Knei-Paz, The Social and Political Thought of Leon Trotsky. Oxford, England: Oxford University Press, 1978.
- Massimo L. Salvadori, Karl Kautsky and the Socialist Revolution, 1880–1938. Jon Rothschild, trans. London: New Left Books, 1979.
- Gary P. Steenson, Karl Kautsky, 1854–1938: Marxism in the Classical Years. Pittsburgh, PA: University of Pittsburgh Press, 1978.